# Łyna (flod)
Łyna (udtale: [ˈwɨna]; tysk: Alle |ˈalə| ( hør); litauisk: Alna; russisk: Ла́ва - Lava), er en flod der begynder i voivodskabet Ermland-Masurien i det nordlige Polen, og løber ud i det russiske Kaliningrad Oblast.
Łyna er en biflod til floden Pregolja, og ha en længde 264 km (207 km i Polen og 57 km i Rusland) og et afvandingsområde på 7.126 km² (5.298 km² i Polen). Den er forbundet med søen Mamry af Masurien-kanalen fra det 18. århundrede.
Flodens udspring ligger i nærheden af landsbyen Łyna i Masurien, Polen. Derfra løber den gennem regionerne Warmia, Bartia og Nadrovia.

## Byer langs floden
Den største by ved Łyna er Olsztyn i Polen. Andre byer ved floden er:
| - Olsztyn - Dobre Miasto - Lidzbark Warmiński - Bartoszyce | - Sępopol - Pravdinsk - Znamensk |